# Oblast de Leningrado
O oblast de Leningrado (russo:  Ленингра́дская о́бласть, tr. Leningrádskaia óblast; IPA: [lʲɪnʲɪnˈgratskəjə ˈobləsʲtʲ]) é uma divisão federal da Federação da Rússia. Foi estabelecido a 1 de agosto de 1927, apesar de as fronteiras do território só terem estabilizado na demarcação atual em 1946.
O nome do oblast provém da cidade de Leningrado (hoje São Petersburgo). Ao contrário da cidade, o oblast não teve o seu nome alterado.
O seu território sobrepõe-se à região histórica da Íngria e faz fronteira com a Finlândia (Kymenlaakso e Carélia do Sul) a noroeste, com a Estónia (Ida-Virumaa) a oeste, bem como com várias das divisões federais internas da Rússia: a República da Carélia a nordeste, o oblast de Vologda a leste, o oblast de Novgorod a sul, o oblast de Pskov a sudoeste, e a cidade federal de São Petersburgo a oeste.
O primeiro governador do oblast de Leningrado foi Vadim Gustov (de 1996 a 1998). O atual governador, desde 2012, é Alexandr Drozdenko.
O oblast tem uma área de 84 500 km² e uma população de 1 716 868 habitantes, de acordo com o censo populacional de 2010 (um crescimento em relação aos 1 669 205 habitantes registados no censo de 2002). A maior localidade do seu território é Gatchina, com 88 659 habitantes (de acordo com o censo de 2002).
O oblast é uma região altamente industrializada.